# William Ramsay (astrologo)
William Ramsay, talvolta indicato come William Ramesey (Londra, 13 marzo 1626 o 1627 – 1676 circa), è stato un medico e astrologo britannico.

## Biografia
Ramsay nacque a Westminster il 13 marzo 1626 o 1627. Suo padre David, di origine scozzese, era l'orologiaio di Giacomo I e Carlo I, mentre sua madre era inglese. William cambiò il suo cognome da Ramsay a Ramesey perché credeva che i suoi antenati provenissero dall'Egitto.
Dopo aver frequentato diverse scuole a Londra e dintorni, Ramsay decise di andare a studiare a Oxford, ma a causa dello scoppio della guerra civile dovette cambiare scuola, e così andò a Saint Andrews. Poi nell'aprile 1645 tornò a Londra dopo che venne cacciato da Edimburgo a causa della peste.
Alla fine del 1652 si laureò in medicina all'Università di Montpellier e andò a vivere con suo padre a Holborn. Il 31 luglio dello stesso anno venne ammesso al London College of Physicians.
Ramsay successivamente divenne il medico di Carlo II e si stabilì a Plymouth. Nel giugno 1668 venne ammesso a Cambridge a causa dei suoi legami con i reali. La sua ultima pubblicazione è datata 1676, dopodiché non si hanno più sue notizie.

## Opere
- A reply to a scandalous pamphlet entituled A declaration against judicial astrology. 1650.
- Lux veritatis: or, Christian judicial astrology vindicated. 1651.
- Vox stellarum; or, the voice of the starres. 1651.
- Astrologia restaurate; or astrology restored. 1653.
- Man's dignity and perfection vindicated. 1661.
- De venenis; or, a discourse of poisons. 1663; 1665.
- Some physical considerations of the matter, origination, and several species of worms. 1668.
- The gentleman's companion: or a character of true nobility. 1672.